# Betsy Ann Hisle
Betsy Ann Hisle, née le 30 mai 1917 à Seattle et morte le 20 septembre 1978 à Los Angeles, est une actrice enfant américaine. 

## Filmographie partielle
- 1922 : Un derby sensationnel (The Kentucky Derby) de King Baggot
- 1924 : Sherlock Junior (Sherlock, Jr.) de Buster Keaton
- 1924 : Ça t'la coupe (Girl Shy) de Fred C. Newmeyer et Sam Taylor
- 1928 : Ris donc, Paillasse ! (Laugh, Clown, Laugh) de Herbert Brenon